# Pieter Jacob Six

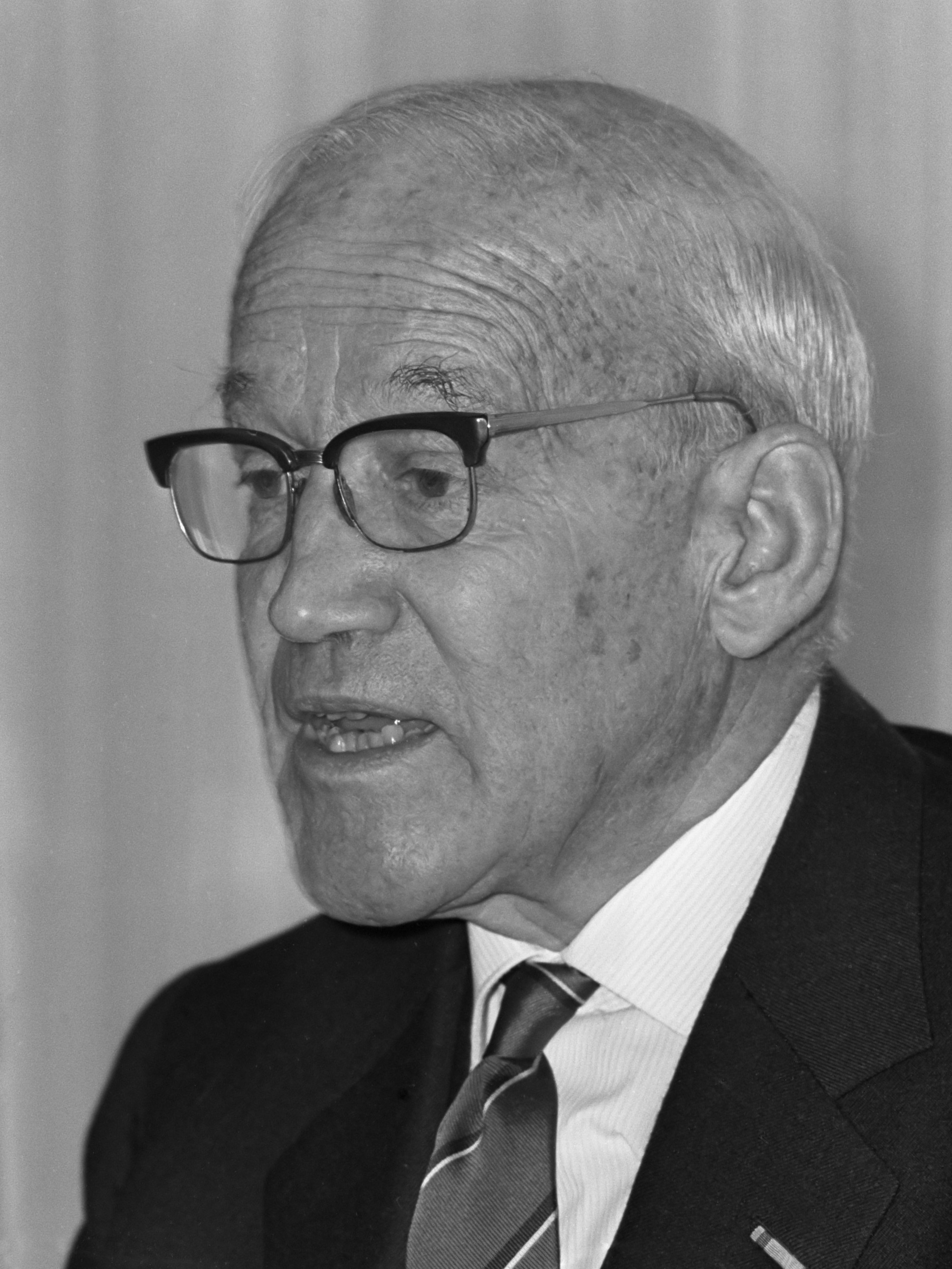
P.J. Six (1967)

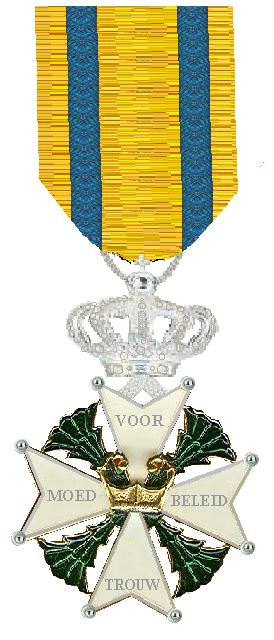
MWO.4

Pieter Jacob Six (Amsterdam, 5 april 1894 - 's-Graveland, 27 april 1986) was een leidende Nederlandse verzetsstrijder in de Tweede Wereldoorlog.

## Jeugd en opleiding
Jhr. Pieter Jacob Six, lid van de familie Six, was de vierde zoon van zes kinderen van de kunsthistoricus Jan Six, heer van Hillegom en Wimmenum (1857-1926) en Hieronijma Maria Antonia Fortuna Bosch Reitz (1867-1951). Hij groeide op in een patriciërsmilieu in Amsterdam. Tijdens de Nederlandse mobilisatie die het gevolg was van de Eerste Wereldoorlog meldde hij zich als oorlogsvrijwilliger bij de cavalerie en werd opgeleid tot reserve-officier. Aan het einde van de Eerste Wereldoorlog begeleidde zijn eenheid de naar Nederland uitgeweken Duitse kroonprins Wilhelm toen deze de Nederlandse grens overstak.

## Tweede Wereldoorlog
In de meidagen van 1940 was Six, inmiddels ritmeester, in het noorden van de Veluwe gelegerd maar nam niet deel aan daadwerkelijke gevechtshandelingen.
In 1941 ging hij, op uitnodiging van de luitenant-kolonel van de Koninklijke Marechaussee Pierre Versteegh deel uitmaken van de Ordedienst (O.D.), een op militaire leest geschoeide verzetsbeweging. In 1942 werd de top van de O.D. grotendeels door de Duitsers opgepakt, waarna Six de leiding op zich nam. Vanuit die positie nam hij een voortrekkersrol op zich bij de bundeling van de verzetsinspanningen in Nederland. 

In 1944 ging zijn organisatie deel uitmaken van de Binnenlandse Strijdkrachten (B.S.) die onder leiding stonden van Henri Koot. Six vervulde daarbij een rol als ondercommandant. 

In april 1945 voerde hij namens de B.S. besprekingen met Duitse rijkscommissaris Arthur Seyss-Inquart over het stoppen van de executies en vernielingen. Na de bevrijding werd hij, inmiddels tot reserve kolonel bevorderd, toegevoegd aan het Militair Gezag o.l.v. Generaal Kruls. Na de oorlog vervulde hij nog verschillende bestuursfuncties, waaronder lid van het hoofdbestuur van het NISWG.

## Onderscheidingen

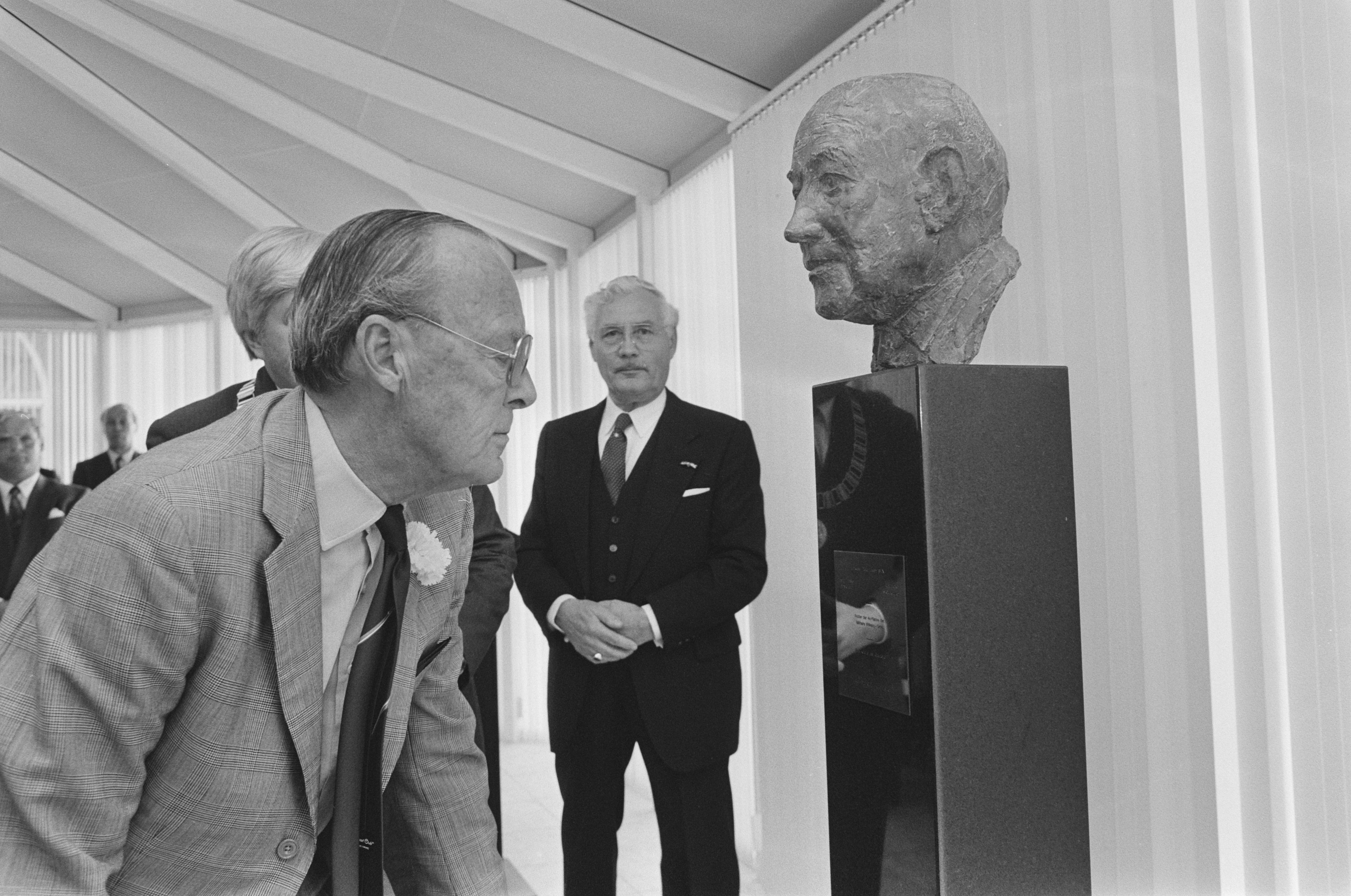
Onthulling borstbeeld P.J. Six (1987)

Voor zijn verdiensten tijdens de Tweede Wereldoorlog werd Six in 1946 benoemd tot Ridder in de Militaire Willems-Orde. Tevens ontving hij hoge Britse en Amerikaanse onderscheidingen. In de jaren na de oorlog was hij bestuurlijk actief in verschillende oudstrijdersverenigingen en aanverwante organisaties. Na zijn dood vernoemde de Koninklijke Landmacht in 1987 een Amsterdamse kazerne naar hem.
- Ridder 4e klasse der Militaire Willems-Orde
- Officier in de Orde van Oranje-Nassau
- Verzetsherdenkingskruis
- Mobilisatie-Oorlogskruis
- Officierskruis
- Inhuldigingsmedaille 1948
- Huwelijksmedaille 1966
- Mobilisatiekruis 1914-1918
- Rechtsridder in de Johanniter Orde in Nederland
- Legionnaire in the Legion of Merit
- King's Medal for Courage in the Cause of Freedom